# I'm Good at Being Bad
I'm Good at Being Bad är en sång inspelad av den amerikanska R&B-gruppen TLC för deras tredje studioalbum FanMail. Sången är inspirerad av "What About..." från Janet Jacksons kontroversiella album The Velvet Rope. Sången släpptes inofficiellt som skivans andra singel samtidigt som "No Scrubs" sändes till radio. Trots att låten aldrig hade någon kommersiell release klättrade den till topp-fyrtio på USA:s R&B-lista. 

## Bakgrund
Tack vare sin framgång hos radiostationer planerades upptempo-låten att släppas som den andra singeln från FanMail men ersattes slutligen av "Unpretty" då bandmedlemmarna kände att låtens text var för vågad och opassande för gruppens yngre publik. 

## Format och innehållsförteckningar
Amerikansk CD-Promo
1. "I'm Good at Being Bad" (Radio Mix with Rap)
2. "I'm Good at Being Bad" (Radio Mix without Rap)
3. "I'm Good at Being Bad" (Instrumental)
4. "I'm Good at Being Bad" (Call Out Research Hook)

Amerikansk 12" Vinyl Promo

(LFDP-4390; utgiven: 1999)
A-sida
1. "I'm Good at Being Bad" (Dirty Version) - 4:39
2. "I'm Good at Being Bad" (Clean Version) - 4:42
3. "I'm Good at Being Bad" (Instrumental) - 4:35

B-sida
1. "I'm Good at Being Bad" (Dirty Version) - 4:39
2. "I'm Good at Being Bad" (Clean Version) - 4:42
3. "I'm Good at Being Bad" (Instrumental) - 4:35

## Listor
| Lista (1999)                                           | Topp-position |
| ------------------------------------------------------ | ------------- |
| Amerikanska Billboard Hot R&B/Hip-Hop Singles & Tracks | 38            |